# LGV Cordoue - Malaga
La LGV Cordoue - Malaga est une ligne à grande vitesse espagnole reliant la ville andalouse de Malaga à Cordoue. Elle est reliée à la LGV Madrid - Séville, à 12,8 km de la gare de Cordoue, en direction de Séville.
Cette ligne a été inaugurée en deux temps. En 2006 a été inauguré le segment Almodóvar del Río - Antequera, tandis que le tronçon Antequera - Malaga ne fut inauguré qu'un an plus tard. Cette ligne permet grâce à sa liaison avec la LGV Madrid - Séville, d'assurer des liaisons entre Madrid et la Costa del Sol en moins de trois heures, et des dessertes Séville - Malaga en moins de deux heures.
À terme, des prolongements de cette ligne sont prévus en direction d'Algésiras et d'Almería (axe transversal andalou). La LGV Antequera-Grenade est en service depuis le 24 juin 2019. Le raccord de 1,7 km prevu sur la commune d'Almodovar del Rio permettra des services Sevilla-Malaga sans rebroussement en gare de Cordoue.

## Présentation de la ligne

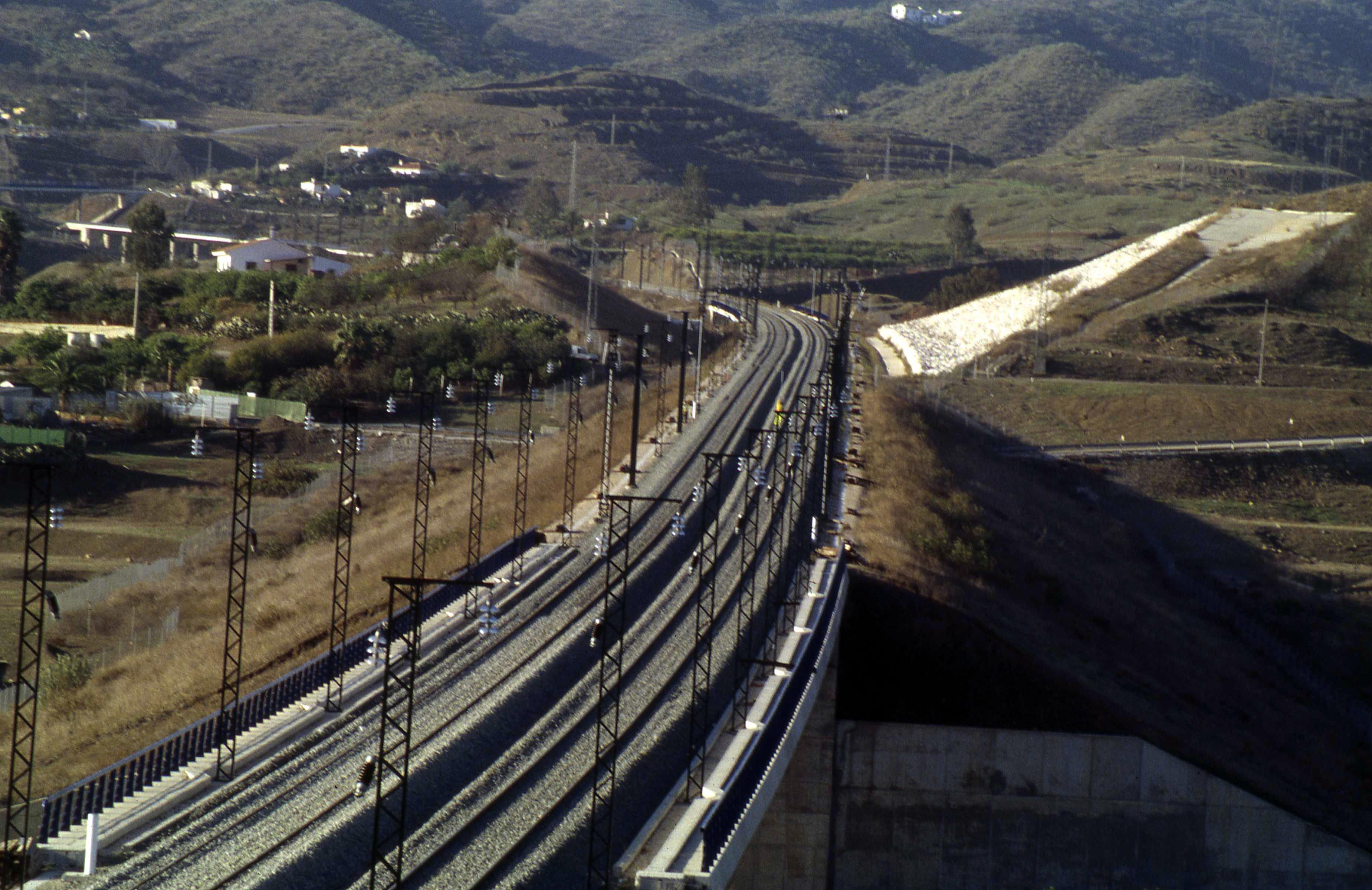
Vue de la ligne en 2005, avant sa mise en service.

La LGV Cordoue-Malaga, qui peut être considérée comme une partie du Nouvel accès ferroviaire à l'Andalousie, est intégrée au Plan stratégique d'infrastructures du ministère de l'Équipement, 2005-2020. L'investissement est porté à hauteur de 2,1 milliards d'euros. La construction et l'exploitation de la ligne sont confiées à ADIF.
La ligne parcourt dix-neuf communes des provinces andalouses de Cordoue, Séville et Malaga. Elle débute au kilomètre 357.997 de la LGV Madrid-Séville, à hauteur d'Almodóvar del Río (province de Cordoue), où se situe la bifurcation vers Malaga. À compter de ce point, la longueur de la ligne est de 155 km, soit une distance totale entre la gare centrale de Cordoue et la gare de Malaga de 169 kilomètres (soit trente kilomètres de moins que la ligne classique). La vitesse maximale autorisée s'élève à 350 km/h.
La ligne peut être divisée en deux segments :
- un segment Almodóvar del Río-Antequera, d'une longueur approximative de 100 kilomètres. Les travaux de ce segment ont commencé en juin 2001. La mise en service a eu lieu le 16 décembre 2006, avec l'ouuverture des gares de Puente Genil-Herrera et d'Antequera-Santa Ana.
- un segment Antequera-Malaga, d'environ 55 kilomètres de long. Les travaux ont débuté en mars 2002, et la ligne a été mise en service le 23 décembre 2007. Le temps de parcours sans arrêt entre Madrid et Malaga est désormais de 2h30.

Concernant l'implantation des voies de chemin de fer à Malaga, les travaux ont commencé le 25 février 2006, pour un budget de 144,6 millions d'euros. Le tronçon s'étend sur une longueur de trois kilomètres. La ligne à grande vitesse (deux voies à écartement international) et la ligne conventionnelle (deux voies à écartement ibérique) circulent à travers un tunnel de 1 932 mètres de long. Pour obtenir ce résultat, de lourds travaux ont été nécessaires, dont la restructuration de la station de Cercanías de San Andrés, et celle de la gare de Malaga, qui compte désormais cinq voies à écartement international et trois voies à écartement ibérique.

## Gares
La LGV Cordoue-Malaga dessert actuellement quatre gares :
- dans la province de Cordoue
  - la gare de Cordoue-Central
  - la gare de Puente Genil-Herrera
- dans la province de Malaga
  - la gare d'Antequera-Santa Ana
  - la gare de Malaga-María Zambrano

## Services assurés sur la ligne
Tous les trains empruntent la LGV Madrid-Séville jusqu'à la sortie de Cordoue.
| Service         | Service               | Gares intermédiaires                                                                                       | Matériel  | Temps de parcours |
| Départ          | Destination           | Gares intermédiaires                                                                                       | Matériel  | Temps de parcours |
| Madrid-Atocha   | Malaga-María Zambrano | Ciudad Real-Central Puertollano Cordoue-Central Puente Genil-Herrera Antequera-Santa Ana                   | S102/S103 | 2h50              |
| Madrid-Atocha   | Malaga-María Zambrano | Cordoue-Central                                                                                            | S102/S103 | 2h40              |
| Madrid-Atocha   | Malaga-María Zambrano | Sans arrêt                                                                                                 | S102/S103 | 2h30              |
| Barcelone-Sants | Malaga-María Zambrano | Tarragona-Camp Lérida-Pirineus Saragosse-Delicias Cordoue-Central Puente Genil-Herrera Antequera-Santa Ana | S103      | 5h45              |

| Service             | Service               | Gares intermédiaires                                     | Matériel | Temps de parcours |
| Départ              | Destination           | Gares intermédiaires                                     | Matériel | Temps de parcours |
| Séville-Santa Justa | Malaga-María Zambrano | Cordoue-Central Puente Genil-Herrera Antequera-Santa Ana | S104     | 1h55              |

| Service       | Service     | Gares intermédiaires                                                      | Matériel  | Temps de parcours | Observations                                |
| Départ        | Destination | Gares intermédiaires                                                      | Matériel  | Temps de parcours | Observations                                |
| Madrid-Atocha | Algésiras   | Ciudad Real-Central Puertollano Cordoue-Central Antequera-Santa Ana Ronda | Talgo VII | 5h15              | Circule sur LGV jusqu'à Antequera-Santa Ana |
| Madrid-Atocha | Grenade     | Cordoue-Central Antequera San Francisco de Loja                           | Talgo VII | 4h36              | Circule sur LGV jusqu'à Antequera           |
| Madrid-Atocha | Grenade     | Ciudad Real-Central Puertollano Cordoue-Central Antequera-Santa Ana       | Talgo VII | 4h37              | Circule sur LGV jusqu'à Antequera-Santa Ana |

## Sources

### Traduction
- (es) Cet article est partiellement ou en totalité issu de l’article de Wikipédia en espagnol intitulé « Línea de alta velocidad Madrid-Sevilla » (voir la liste des auteurs).